# Abrir puertas y ventanas
Abrir puertas y ventanas (wörtlich übersetzt: „Fenster und Türen öffnen“; englischsprachiger Festivaltitel: Back To Stay) ist ein Spielfilm der Regisseurin Milagros Mumenthaler aus dem Jahr 2011. Er ist eine argentinisch-schweizerische Koproduktion. Der spanischsprachige Film über drei Schwestern, die um ihre verstorbene Großmutter trauern, wurde bei der 64. Auflage des Filmfestivals von Locarno mit dem Goldenen Leoparden als bester Film ausgezeichnet. Abrir puertas y ventanas ist das Spielfilm-Debüt Mumenthalers.

## Handlung
Marina, Sofia und Violeta sind drei Schwestern im Alter zwischen 18 und 20 Jahren, die bei ihrer Großmutter in Buenos Aires aufgewachsen sind. Als diese stirbt, müssen sie lernen, mit der Trauer umzugehen und auf eigenen Beinen zu stehen. Für die introvertierte Studentin Marina und die Schülerin Sofia verkompliziert sich die Lage, als Violeta, die jüngste, wegen der Beziehung zu einem Musiker aus der Wohngemeinschaft austritt.

## Kritik und Auszeichnungen
Michael Sennhauser schrieb über den Film, Mumenthaler bliebe nahe bei ihren Figuren, sie „verzichtet auf extreme Momente und Wendungen, und holt dabei aus ihren Schauspielerinnen eine natürliche Intensität heraus, die staunen lässt. Es gibt keinen falschen Ton in diesem Film, kein aufgesetztes Bild, keine an ein Grundgerüst geschraubten Szenen. In seiner Natürlichkeit ist das ein Film, der an den japanischen Meister Hirokazu Koreeda erinnert, vor allem an sein leises Kinderdrama Nobody Knows von 2004.“
Am 64. Filmfestival von Locarno wurde Abrir puertas y ventanas mit dem Goldenen Leoparden als bester Film ausgezeichnet. Gleichzeitig erhielt Maria Canale einen Leoparden als beste Darstellerin.